# Geatnjajávri
Geatnjajávri és un llac del municipi de Berlevåg, al comtat de Finnmark, Noruega. El llac està situat just al nord de la frontera amb el municipi de Tana, a la carretera entre les localitats de Bearalváhki i Båtsfjord. La ruta nacional noruega 890 creua el llac en una calçada i un pont al costat oest del llac. El llac té una presa a l'extrem nord i l'aigua finalment desemboca al riu Kongsfjordelva.